# Viktor Fomin
Viktor Trofymovyč Fomin (in ucraino Віктор Трохимович Фомін?, in russo Виктор Трофимович Фомин?, Viktor Trofimovič Fomin; Slov"jans'k, 13 gennaio 1929 – 29 dicembre 2007) è stato un allenatore di calcio e calciatore sovietico, dal 1991 ucraino, di ruolo attaccante.

## Carriera

### Club
Ha disputato tutta la sua carriera in squadre della Repubblica Socialista Sovietica Ucraina. Dopo aver giocato la prima parte della carriera nello Šachtar Stalino, a seguito della retrocessione della squadra passò alla Dinamo Kiev, dove conquistò la prima storica Coppa dell'URSS per il club.
Concluse la carriera in seconda serie con le squadre ucraine dell'Arsenal Kiev, Zvevda Kirovograd e Lokomotyv Vinnycja.

### Nazionale
Nel periodo in cui giocava nella Dinamo Kiev esordì in nazionale il 26 giugno 1955, in un'amichevole contro la Svezia entrando alla fine del primo tempo al posto di Anatolij Il'in. Un anno dopo collezionò un'altra presenza sempre in amichevole, mentre il 27 luglio, nella gara contro la Finlandia valida per le Qualificazioni al campionato mondiale di calcio 1958 collezionò la sua unica presenza da titolare in quella che restò l'ultima presenza in nazionale.

## Statistiche

### Presenze e reti nei club
| Stagione        | Squadra            | Campionato      | Campionato | Campionato | Coppe nazionali | Coppe nazionali | Coppe nazionali | Totale | Totale |
| Stagione        | Squadra            | Comp            | Pres       | Reti       | Comp            | Pres            | Reti            | Pres   | Reti   |
| --------------- | ------------------ | --------------- | ---------- | ---------- | --------------- | --------------- | --------------- | ------ | ------ |
| 1948            | Stal' Ždanov       | ?               | ?          | ?          | ?               | ?               | ?               | ?      | ?      |
| 1949            | Šachtar Stalino    | PG              | 13         | 3          | CU              | 1               | 0               | 14     | 3      |
| 1950            | Šachtar Stalino    | KA              | 31         | 10         | CU              | 3               | 3               | 34     | 13     |
| 1951            | Šachtar Stalino    | KA              | 28         | 5          | CU              | 6               | 2               | 34     | 7      |
| 1952            | Šachtar Stalino    | KA              | 12         | 4          | CU              | 1               | 0               | 13     | 4      |
| 1953            | Šachtar Stalino    | KB              | 6          | 2          | CU              | 0               | 0               | 6      | 2      |
| 1953            | Dinamo Kiev        | KA              | 8          | 1          | CU              | 1               | 0               | 9      | 1      |
| 1954            | Dinamo Kiev        | KA              | 23         | 4          | CU              | 5               | 1               | 28     | 5      |
| 1955            | Dinamo Kiev        | KA              | 19         | 0          | CU              | 0               | 0               | 19     | 0      |
| 1956            | Dinamo Kiev        | KA              | 22         | 0          | -               | -               | -               | 22     | 0      |
| 1957            | Dinamo Kiev        | KA              | 22         | 1          | CU              | 2               | 1               | 24     | 2      |
| 1958            | Dinamo Kiev        | KA              | 22         | 4          | CU              | 1               | 0               | 23     | 4      |
| 1959            | Dinamo Kiev        | KA              | 4          | 0          | -               | -               | -               | 4      | 0      |
| 1959            | Arsenal Kiev       | KB              | 16         | 5          | CU              | 3               | 3               | 19     | 8      |
| 1960            | Zvevda Kirovograd  | KB              | 8          | 2          | -               | -               | -               | 8      | 2      |
| 1961            | Lokomotyv Vinnycja | KB              | 8          | 1          | CU              | 0               | 0               | 8      | 1      |
| Totale carriera | Totale carriera    | Totale carriera | 242        | 42         |                 | 23              | 10              | 265    | 52     |

### Cronologia presenze e reti in nazionale
| Cronologia completa delle presenze e delle reti in nazionale ― Unione Sovietica | Cronologia completa delle presenze e delle reti in nazionale ― Unione Sovietica | Cronologia completa delle presenze e delle reti in nazionale ― Unione Sovietica | Cronologia completa delle presenze e delle reti in nazionale ― Unione Sovietica | Cronologia completa delle presenze e delle reti in nazionale ― Unione Sovietica | Cronologia completa delle presenze e delle reti in nazionale ― Unione Sovietica | Cronologia completa delle presenze e delle reti in nazionale ― Unione Sovietica | Cronologia completa delle presenze e delle reti in nazionale ― Unione Sovietica |
| Data                                                                            | Città                                                                           | In casa                                                                         | Risultato                                                                       | Ospiti | Competizione                                                                    | Reti                                                                            | Note                                                                            |
| ------------------------------------------------------------------------------- | ------------------------------------------------------------------------------- | ------------------------------------------------------------------------------- | ------------------------------------------------------------------------------- | --- | ------------------------------------------------------------------------------- | ------------------------------------------------------------------------------- | ------------------------------------------------------------------------------- |
| 26-6-1955                                                                       | Solna                                                                           | Svezia                                                                          | 0 – 6                                                                           | [[File: Flag of the Soviet Union (1936 – 1955).svg\|class=noviewer\| Unione Sovietica (bandiera)\|border\|20x16px]] [[Nazionale maschile di calcio dell' Unione Sovietica\| Unione Sovietica]] | Amichevole                                                                      | -                                                                               | 41’                                                                             |
| 21-7-1957                                                                       | Sofia                                                                           | Bulgaria                                                                        | 0 – 4                                                                           | Unione Sovietica | Amichevole                                                                      | -                                                                               | 65’                                                                             |
| 27-7-1957                                                                       | Mosca                                                                           | Unione Sovietica                                                                | 2 – 1                                                                           | Finlandia | Qual. Mondiali 1958                                                             | -                                                                               |                                                                                 |
| Totale                                                                          |                                                                                 | Presenze                                                                        | 3                                                                               | | Reti                                                                            | 0                                                                               |                                                                                 |

## Palmarès

### Giocatore

#### Competizioni nazionali
- Coppa dell'URSS: 1

Dinamo Kiev: 1954